# Chiesa di San Felice in Felline
La chiesa di San Felice in Felline è una chiesa che sorge nel quartiere di Sala Abbagnano, nella zona orientale di Salerno.

## Storia
La Chiesa è una delle chiese create dai longobardi a Salerno.
La chiesa fu costruita intorno all'XI secolo nella zona detta “Felline” che, come risulta da vari documenti, corrisponde alle attuali pendici meridionali della collina di Giovi.
La notizia più antica riguardo a questa zona si ritrova in un documento del Codex diplomaticus Cavensis dell'anno 837 in cui si dice "in loco qui dicitur felline" senza fare però alcun accenno alla chiesa di San Felice. Le prime notizie certe sul luogo di culto risalgono al 1057 quando, donna Teodora cede al presbiterio Romualdo la chiesa di San Felice "in loco felline in pertinentus Salerni".
Nel 1092 la chiesa di San Felice "da fellino in pertinentus civitatis Salerni" è ceduta all'abate della Badia di Cava. La donazione, confermata nel 1093, è ricordata in vari documenti dell'"Index Chronologicus Pergamenarum" risalenti agli anni 1157, 1302 e 1307.
Il 15 ottobre 1811 è soppressa ed unita alla chiesa di Santa Croce. Dopo circa un millennio la chiesetta di San Felice segnava la fine della sua vita religiosa, rimanendo per altro abbandonata per la sua solitaria posizione. 
Dopo i lavori di restauro del 1960, che sono ricordati con un'apposita targa, la chiesa è stata riaperta al culto: nell'aprile del 1961 la chiesa riottenne tutti i suoi paramenti sacri e la campana durante una manifestazione che la restituiva, come parrocchia, al culto dei cittadini.
Vi sono stati rinvenuti alcuni affreschi di notevole fattura, alcuni del famoso Andrea da Salerno:

## Architettura
L'edificio si presenta rettangolare con due navate con absidi semicircolari. Le strutture verticali sono in muratura di pietra mista ed intonacata. 
All'interno si ritrovano decorazioni con stucchi ed affreschi oltre a vari arredi sacri.